# قهرمانی وزنه‌برداری جهان ۱۹۱۳
قهرمانی وزنه‌برداری جهان ۱۹۱۳ نوزدهمین دوره از رقابت‌های قهرمانی جهان می‌باشد که از ۲۸ تا ۲۹ ژوئیه ۱۹۱۳ در وروتسواو، آلمان برگزار گردید. در این دوره ۴۰ ورزشکار مرد از ۴ کشور رقابت کردند.

## خلاصه مدال‌ها
| رویداد          | طلا                          | نقره                       | برنز                    |
| پر وزن ۶۰ ک‌گ    | Emil Kliment · اتریش         | Piotr Cherudzinski · روسیه | Georg Vogel · آلمان     |
| سبک‌وزن ۷۰ ک‌گ    | Wilhelm Köhler · آلمان       | Karl Samfaß · آلمان        | Karl Swoboda · اتریش    |
| میان‌وزن ۸۰ ک‌گ   | Leopold Hennermüller · اتریش | Hans Abraham · آلمان       | Josef Buchegger · اتریش |
| سنگین‌وزن ۸۰+ ک‌گ | Josef Grafl · اتریش          | Berthold Tandler · اتریش   | Jan Krause · روسیه      |

## جدول مدال‌ها
| رتبه           | کشور           | طلا | نقره | برنز | مجموع |
| -------------- | -------------- | --- | ---- | ---- | ----- |
| ۱              | اتریش          | ۳   | ۱    | ۲    | ۶     |
| ۲              | آلمان          | ۱   | ۲    | ۱    | ۴     |
| ۳              | روسیه          | ۰   | ۱    | ۱    | ۲     |
| مجموع (۳ کشور) | مجموع (۳ کشور) | ۴   | ۴    | ۴    | ۱۲    |